# Ana de Láscaris

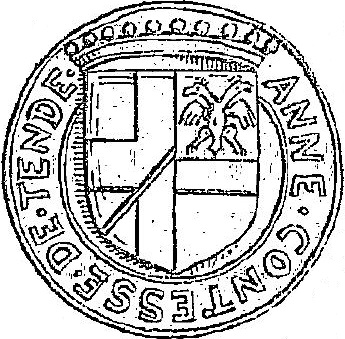
Sello de Ana Láscaris, condesa de Ventimiglia y Tenda, marquesa de Villars, 1534.

Ana de Láscaris (noviembre de 1487-julio de 1554), condesa de Tende y de Villars, fue una noble francesa.

## Vida
Era hija de Jean-Antoine II de Láscaris, el conde de Tende y Ventimiglia, señor de Mentone, y su esposa Isabel (o Isabela) d'Anglure-Estoges.

### Matrimonios e hijos
A los 11 años y medio, Anne se casó por primera vez con Luis de Clermont-Lodève, vizconde de Nébousan.
Se casó nuevamente el 28 de enero de 1501 con René, el Gran Bastardo de Saboya (1468-1525), conde de Villars-en-Bresse, gobernador de Niza y Provenza, almirante de Francia. Sin herederos varones, las propiedades y los títulos de su padre se transfirieron a Ana a su muerte el 13 de agosto de 1509. Ana y René tuvieron los siguientes hijos:
- Magdalena (c. 1510-c. 1586). Se casó con el oficial de la corte Anne de Montmorency.
- Claudio de Saboya (27 de marzo de 1507-23 de abril de 1566), conde de Tende. Casado por primera vez con Marie de Chabannes de Palice (circa 1515-1538), hija del mariscal de Francia Jacques de la Palice. Contrajo segundas nupcias con Francoise de Foix-Candale, hija de Jean de Foix-Candale, condé de Gurson y Fleix, y Anne hija de Louis de Villeneuve, marqués de Trans.
- Honorato II (1509-20 de septiembre de 1580), condé de Villars, mariscal de Francia en 1571, casado con Francisca de Foix.
- Margarita, esposa de Antonio II de Luxemburgo-Ligny (fallecido en 1557), condé de Brienne.
- Isabel, esposa de René de Batarnay, condé Bouchage.

En 1515, Luciano, señor de Mónaco, compró los derechos feudales sobre la ciudad de Menton, a la familia de Ana de Láscaris, llevando así a la ciudad, en general, a la soberanía de Mónaco hasta la Revolución francesa.